# 소울리스트
소울리스트(1985년 2월 24일 ~ )는 대한민국의 가수다. 2010년 싱글 앨범 [소울리스트 (Soulist)]로 데뷔했다.

## 방송
- 보이스 코리아 1 (2012) - Top48
- 히든싱어 1 (2013) - 김종서 편 5위
- 뽕숭아학당 (2021)

## 음반
- Soulist (2010)

## 경력
- 한림연예예술고등학교 실용음악과 전임교사 (2015-2017)
- 그룹 '어썸블라' 멤버 (리더)